# Arberto
Arberto di Torino (... – Torino, 1142) è stato un vescovo cattolico italiano.

## Biografia
Arberto (o Alberto), vescovo di Torino, venne eletto alla cattedra episcopale torinese nel 1128 alla morte di Bosone, suo predecessore.
Egli ebbe dei contrasti col Conte Amedeo III di Savoia, col quale si riconciliò quando quest'ultimo partì per le crociate.
Altro di lui non si sa sino al 1140 quando fece delle donazioni al prevosto Guidone di Vezzolano la chiesa di Rivo-Martino situata presso Settimo Torinese.
Morì a Torino nel 1142.